# 湖北杜茎山
湖北杜茎山（学名：Maesa hupehensis）为紫金牛科杜茎山属下的一个种。其种加词“hupehensis ”意为“湖北的”。